# Котока (аеропорт)
Міжнародний аеропорт «Котока» (IATA: ACC, ICAO: DGAA) — аеропорт, що обслуговує місто Аккра, столицю Гани. Є найважливішою повітряною брамою країни, пристосований для прийому найважчих пасажирських і вантажних суден, таких як Airbus A380 та Ан-124 «Руслан».
Аеропортом керує ТОВ Компанія Аеропортів Гани (англ. Ghana Airports Company Limited (GACL)), яку було утворено в результаті розділення Управління цивільною авіацією Гани (англ. Ghana Civil Aviation Authority (GCAA)) відповідно до сучасних тенденцій у сучасній авіаційній промисловості.
«Котока» є центральним повітряним транспортним вузлом західної Африки, обладнаний усіма зручностями та службами, необхідними для залучення партнерів та інвесторів. Нині є портом приписки авіаперевізника Antrak Air.

## Перевізники та пункти призначення

### Пасажирські авіаперевізники
| Авіакомпанія                       | Пункт призначення                                                                  |
| ---------------------------------- | ---------------------------------------------------------------------------------- |
| Aero Contractors                   | Лагос                                                                              |
| Afriqiyah Airways                  | Триполі                                                                            |
| Air Burkina                        | Абіджан, Уагадугу                                                                  |
| Air Ivoire                         | Абіджан                                                                            |
| Air Mali                           | Бамако                                                                             |
| Air Namibia                        | Йоганнесбург, Віндгук                                                              |
| Air Nigeria                        | Банжул, Дакар, Лагос, Монровія                                                     |
| Alitalia                           | Рим-Фьюмічіно                                                                      |
| Antrak Air                         | Кумасі, Суньяні, Такораді, Тамале                                                  |
| Arik Air                           | Лагос, Монровія                                                                    |
| British Airways                    | Лондон-Гітроу                                                                      |
| Brussels Airlines                  | Брюссель                                                                           |
| CTK - CiTylinK                     | Кумасі, Суньяні                                                                    |
| Delta Air Lines                    | Атланта, штат Нью-Йорк-JFK                                                         |
| EgyptAir                           | Каїр                                                                               |
| Emirates                           | Абіджан, Дубай                                                                     |
| Ethiopian Airlines                 | Абудже, Аддис-Абеба                                                                |
| Ефіопське управління ASKY Airlines | Банжул, Ломе, Дакар, Конакрі, Фрітаун, Уагадугу, Монровія, Абіджан, Котону, Бамако |
| Kenya Airways                      | Фрітаун, Монровія, Найробі                                                         |
| KLM                                | Амстердам                                                                          |
| Lufthansa                          | Франкфурт                                                                          |
| Middle East Airlines               | Бейрут                                                                             |
| Royal Air Maroc                    | Касабланка                                                                         |
| South African Airways              | Йоганнесбург                                                                       |
| Turkish Airlines                   | Стамбул-Ататюрк                                                                    |
| United Airlines                    | Вашингтон-Даллес                                                                   |
| Virgin Atlantic Airways            | Лондон-Гітроу                                                                      |

### Вантажні авіаперевізники
| Авіакомпанія         | Пункт призначення   |
| -------------------- | ------------------- |
| Aerogem Cargo        |                     |
| Africa West Airlines | Льєж                |
| Avient Aviation      | Шарджа              |
| Cargolux             | Люксембург, Манстон |

## Події та нещасні випадки
- 5 жовтня 2010 літак Турецьких Авіаліній під час маневрування врізався у літак Deutsche Lufthansa AG, що стояв на злітній смузі. Було пошкоджено крило літака німецької авіакомпанії. Ніхто не постраждав; відремонтований Airbus A330, із 23-годинною затримкою, приземлився у Франкфурті.
- 2 червня 2012 літак Boeing 727-200F авіакомпанії Allied Air, що здійснював вантажний рейс DHV-3 з міжнародного аеропорту імені Муртали Мухаммеда у Лагосі до аеропорту Котока, під час виконання посадки в аеропорту призначення промахнувся повз злісно-посадкову смугу, викотився на сусідню з аеропортом вулицю та врізався в мікроавтобус. Загинуло 12 осіб на землі, чотирьох членів екіпажу було травмовано[1][2].